# وینوگرادوفکا
وینوگرادوفکا (به لاتین: Vinogradovka) یک منطقهٔ مسکونی در روسیه است که در استان آمور واقع شده‌است.